# 云中歌
《云中歌》 是桐华創作的一部言情小說，共分三冊。以汉朝为背景，是“大漢情緣”系列的第二部，上接《大漠謠》，下接《解憂曲》。三部的人物有贯通和串聯，但是彼此又是獨立的故事。講述四個傳奇男子与四个傳奇女子中愛恨情仇。繁體中文版分六卷，分别是：緣定綠羅裙，情亂長安城，相劫今生諾，心繫半生願，恨酬江山月和悲喚來世夢。

## 剧情概要
作者題詩
在對的時間，遇見對的人，是一生幸福

在對的時間，遇見錯的人，是一場心傷

在錯的時間，遇見對的人，是一世無奈

在錯的時間，遇見錯的人，是一段折磨

## 主要人物
云歌
全書女主角，本名云歌，《大漠謠》男主角霍去病与金玉之女。個性天真爛漫，活潑而坦率。廚藝高超，被稱為「雅廚竹公子」。兒時将十二歲的劉弗陵帶出荒漠，兩人互贈禮物后相约日後長安相會。十年後，云歌带着儿时的諾言来到長安尋找劉弗陵，無奈發現此时的“陵哥哥”竟不記得兒時的大漠諾言，身邊還多了個賢惠的女子許平君。傷心的云歌正欲返回西漠，卻遇上了孟珏，卷入了一场兒女情長與宮廷王位之爭。故事最終放下仇恨，離開長安去尋找屬於自己的寧靜。
劉弗陵
書中的男主角之一。歷史上的漢昭帝。稚齡稱帝，天資聰穎，體恤百姓，是為明君。但對自己的身份責任實感無奈，並不喜做皇帝。兒時因緣際會與云歌相識，互贈禮物后在長安等候她。因此結識了孟玨劉病已等人，卻不曾想……
孟 玨
書中的男主角之一。醫術高明，师从孟西漠（《大漠谣》男主角之一），精書畫，善經商，爲人精明。自小時候親眼目睹母親被折磨而死後失去味覺。與云歌，大公子，劉病已，乃至漢昭帝結識后，終于能實現曾經的嚮望。然而，夢在何方？
劉病已（劉询）
書中的男主角之一。歷史上的汉宣帝，漢武帝廢太子之孫，自小長于民間。體恤百姓，臥薪嘗膽。因結識孟玨，云歌，曾經停滯的命運之輪也開始悄悄轉動……
许平君
书中的女配角之一。她是刘病已的妻子，雲歌的結拜姊妹。深愛劉病已，最終死於難產。
霍成君
書中女配角之一，霍光和霍顯之女。單戀孟玨，憎恨雲歌，實為雲歌的堂妹。聰悟機敏，心機深沈，前後間接害死紅衣、大公子、許平君和雲歌孩子。

## 改編作品

### 电视剧
- 改编成电视剧由于正工作室制作。